# Telahun Bekele
Telahun Haile Bekele, né le 13 mai 1999, est un athlète éthiopien, spécialiste des courses de fond.

## Biographie
Le 6 juin 2019, Il remporte le 5 000 m du meeting de Rome, troisième étape de la Ligue de diamant 2019, en établissant un nouveau record personnel en 12 min 52 s 98.
Il se classe 4e des championnats du monde 2019 à Doha sur 5 000 m. Le 1er décembre, Bekele termine 2e de la Course de l'Escalade, à Genève, en 20 min 53 s derrière le Suisse Julien Wanders.

## Records
| Épreuve | Performance    | Lieu | Date         |
| ------- | -------------- | ---- | ------------ |
| 5 000 m | 12 min 46 s 21 | Oslo | 15 juin 2023 |